# یواس‌سی‌جی‌سی یاکوتت (دبلیوای‌وی‌پی-۳۸۰)
یواس‌سی‌جی‌سی یاکوتت (دبلیوای‌وی‌پی-۳۸۰) (به انگلیسی: USCGC Yakutat (WAVP-380)) یک کشتی بود. این کشتی در سال ۱۹۴۲ ساخته شد.